# Giovanni Battista Fasolo
Giovanni Battista Fasolo (Asti, abans de 1600-Palermo, després de 1664) va ser un monjo franciscà, compositor i organista italià.

## Biografia
Es coneixen poques dades certes de la seva vida, com (per exemple) tot allò referit al seu ingrés a l'Ordre franciscana com a frare menor conventual. Sí que se sap amb certesa que va ser mestre d'orgue, activitat que va desenvolupar tant a Roma (a la basílica dels Sants Apòstols) com a Nàpols i Moreale. Va arribar a aquesta última ciutat seguint Luis Guillén de Moncada i Aragó, duc de Montalto i príncep de Paternò, a qui va dedicar la seva obra Anual, impresa a Venècia el 1645. Segurament, aquest Anual ja estava compost des de feia almenys deu anys abans de la seva publicació.2 D'això en dona notícia Tomaso Anfora da Sorrento, que va publicar el 1635 els motets de Fasolo a la impremta d'Ottavio Beltrano a Nàpols.

## Obres existents
Op. 3 "Misticanza di Vigna alla Bergamasca; il Canto della Barchetta et altre cantate et ariette per Voce et Chitarra." Robletti Roma, 1627. L'única còpia supervivent estava en poder del doctor Oscar Chilesotti el 1886. Un facsímil d'una única cançó "I bei guardi" d'aquesta col·lecció s'inclou en un article de Chilesotti- "Notes sur les tablatures de luth et de guitare" publicat originalment a "Encyclopedie de la musique" ; editat per Albert Lavignac (1925). Part 1, vol. 2 : Itàlia - Alemanya, p. 636-684. Això és especialment interessant perquè s'han afegit figures als símbols d'alfabeto de guitarra per indicar com s'ha de rasguejar l'acompanyament.
El carro de Madama Lucia. Roma, 1628 (*atribuït).
Aria - Se desiate, o bella, 1629 (*atribuït).
Op. 6 Segon llibre de motets a 2-3 veus, amb una missa a 3 veus, Nàpols, 1635.
Op. 8 Annuale che contiene tutto quello, che deve far un Organista per respondre al Choro tutto l'Anno; per a orgue, Venècia, 1645. (263 pàgines de música d'orgue!)
Magnificat, Beatus vir, a 5. ca. 1645.(*atribuït)
Op. 9 Arie spirituali morali, e indifferenti, 2-3 vv, amb diàlegs 3vv i dues àries per a veu solista. Palerm, 1659.